# Zumala
Zumala is een geslacht van rechtvleugeligen uit de familie sabelsprinkhanen (Tettigoniidae). De wetenschappelijke naam van dit geslacht is voor het eerst geldig gepubliceerd in 1869 door Walker.

## Soorten
Het geslacht Zumala omvat de volgende soorten:
- Zumala cingalensis Walker, 1869
- Zumala intermedia Henry, 1939
- Zumala robusta Walker, 1869